# Indulis Emsis
Indulis Emsis (Salacgrīva, 2 de enero de 1952) es un biólogo y político letón. Fue Primer Ministro de Letonia entre el 9 de marzo y el 2 de diciembre de 2004.

## Biografía
Estudió en el Instituto Estatal de Riga nº 1. Miembro del Partido Verde de Letonia, vicepresidente de la Unión de Labradores y Verdes, fue el primer jefe de gobierno verde en Europa.
Fue nombrado Primer Ministro de Letonia el 9 de marzo del 2004, tras la dimisión de Einars Repše. Su gobierno de coalición de centroderecha cayó el 28 de octubre de 2004, cuando el parlamento o Saeima rechazó los presupuestos para 2005. Renunció al cargo el 2 de diciembre de 2004.
El 7 de noviembre de 2006, fue elegido presidente del parlamento (Saeima), cargo que ostentó hasta el 24 de septiembre de 2007.